# Iouri Boudanov
Pour les articles homonymes, voir Boudanov.
Iouri Dmitrievitch Boudanov (en russe : Юрий Дмитриевич Буданов), né le 24 novembre 1963 et mort assassiné le 10 juin 2011, est un ancien colonel de l'armée russe qui fut condamné par un tribunal russe pour crimes de guerre en Tchétchénie.
Boudanov est un personnage extrêmement controversé en Russie. Lors de son procès, des manifestations de soutien se déroulent un peu partout dans le pays, avec notamment le slogan « Nous sommes tous des Boudanov »,. Malgré sa condamnation, il continuera à jouir d'un certain prestige, alors qu'il est haï en Tchétchénie, également par les pro-russes tchétchènes. 
Après huit ans et demi d'emprisonnement, il est remis en liberté conditionnelle le 15 janvier 2009, alors qu'il était condamné pour dix années. Deux ans plus tard, il est tué par un Tchétchène du nom de Ioussoup Temerkhanov, afin de venger et laver l'honneur de Elza Kungaeva, une jeune femme tchétchène, enlevée, battue à mort, violée et assassinée par Boudanov.

## Biographie
Il est né en 1963 dans l'oblast de Donetsk, en Ukraine, sous domination soviétique.
Lors de la chute de l'URSS, Boudanov sert en Biélorussie, cependant il refuse la citoyenneté biélorusse et est transféré au district militaire de Sibérie, puis en Tchétchénie, durant la deuxième guerre. 
Boudanov ainsi que son régiment de chars s'installe près du village de Tangui-Tchou en février 2000. Dans la nuit du 26 au 27 mars 2000, il enlève, puis tue une jeune fille, Elza Koungaïeva, de 18 ans, sans motif apparent.

## Affaire Boudanov
Le premier procès dure jusqu'à la fin 2002. Pour sa défense, Boudanov argue qu'Elza était une tireuse embusquée rebelle, responsable de la mort de plusieurs de ses hommes,,. Il reconnaît qu'il l'a tuée, en l'étranglant, mais refuse d'admettre qu'il l'a violée. C'est un des trois soldats chargés par Boudanov d'enterrer secrètement la victime qui s'accuse d'avoir pratiqué le viol anal et vaginal avec le manche d'une pelle de sapeur, et ce après la mort de la jeune fille et non pas une heure avant, comme l'indiquaient les premières conclusions médico-légales,. D'abord inculpé d'outrage sur un cadavre, le soldat concerné est ensuite libéré des poursuites à la faveur d'une amnistie générale et décoré d'une médaille militaire pour son service remarquable.
D'aucuns demeurent toutefois convaincus qu'il s'est agi d'un viol ante-mortem au sens ordinaire du terme et que c'est Boudanov qui en a été l'auteur,, d'autant plus que le soldat profanateur, une fois amnistié et rentré dans son village en Sibérie, prétend avoir menti à la demande du procureur. Un autre soldat du régiment ayant lâché : « Le chef a[vait] encore ramené une gonzesse », les sceptiques se demandent même si Boudanov en était à son coup d'essai,,. « "Encore ramené une gonzesse", c'est une phrase très révélatrice, avance ainsi Moskovski Komsomolets. Si ce soldat avait dit : "Le chef a[vait] encore capturé une tireuse embusquée"... Mais il a dit la chose telle qu'elle était, tout simplement ».
Le procès s'accompagne aussi d'autres controverses. La journaliste Anna Politkovskaïa, de Novaïa Gazeta, dénonce le parti pris du juge en faveur de Boudanov et le laxisme du procureur qui se comporte, selon elle, « comme un avocat de la défense ». Une impression partagée par Pavel Kracheninnikov, président du comité parlementaire chargé de la législation, qui estime qu'« avec de tels fonctionnaires du ministère public, on n'aura bientôt plus besoin des avocats ». En signe de protestation contre la position du procureur et du juge, la partie civile (les parents d'Elza et leurs avocats) déserte le procès. Finalement, le procureur « pro-Boudanov » est dessaisi au profit du procureur général militaire adjoint de Russie et l'accusation change de cap.
L'opinion publique dans sa majorité reste cependant pour Boudanov qu'elle perçoit comme un héros. Dans différents sondages, entre 80 et 90 % des répondants se disent favorables à l'acquittement de Boudanov,,. Le général Vladimir Chamanov, l'un des principaux commandants de l'armée russe en Tchétchénie, devenu gouverneur de l'oblast d'Oulianovsk (sud-est de la Russie d'Europe), réclame aussi l'acquittement de son ancien subalterne, ce « véritable officier, honneur de la Russie » que « tout le pays soutient ». La télévision alimente le mythe d'un officier russe pris d'accès de rage face à celle qu'il croyait être une tireuse embusquée, en se souvenant de ses compagnons d'armes tombés au combat,. « Elza était une sniper. On ne peut pas refuser le droit à l'autodéfense », écrit une correspondante à Rostov-sur-le-Don, où se déroule le procès. Et l'un de ses collègues de renchérir en regrettant que « Béria ne soit pas allé jusqu'au bout en 1944 ». Un groupe de personnes constitué d'activistes d'extrême droite (RNE, LDPR), de Cosaques, de retraités manifestent devant le tribunal, munis de pancartes, sur lesquelles il est entre autres écrit « Boudanov est le meilleur des Russes » et « Nettoyons l'Itchkérie selon les méthodes de Béria »,,. Ils scandent « C'est la Russie qu'on juge » et « Liberté pour le héros russe ». Des membres du Parti national-bolchévique protestent devant la Société d'amitié russo-tchétchène à Nijni Novgorod, où travaille l'un des avocats des plaignants, avec notamment les slogans « Les Tchétchènes à Auschwitz » et « Pas de Tchétchénie, pas de guerre ».
Le 31 décembre 2002, sur la base des conclusions du tristement célèbre Institut Serbski jugeant Boudanov irresponsable de ses actes,, le tribunal militaire du Caucase du Nord situé à Rostov-sur-le-Don déclare Boudanov pénalement irresponsable et le condamne à un traitement dans un hôpital psychiatrique, d'où il est susceptible de sortir au bout de six mois,. La décision soulève des critiques de la part de certains journalistes moscovites. « Le fait que le colonel est un fou s'est fait jour seulement au tribunal, mais auparavant, sa maladie ne l'empêchait pas de diriger avec succès le meilleur régiment de chars en Tchétchénie », écrit ainsi Gazeta.ru dans un article ironiquement intitulé « Boudanov est reconnu héros mentalement malade », tandis que Novye Izvestia pointe du doigt « un pays mentalement malade » où la vie d'une fille tchétchène vaut moins que celle d'un chien.
Le 28 février 2003, le Collège militaire de la Cour suprême de la fédération de Russie statue que le jugement du tribunal militaire du Caucase du Nord « n'est pas légal ni fondé » et renvoie l'affaire devant la même juridiction autrement composée.
Le 25 juillet 2003, Boudanov est condamné à 10 ans de colonie pénitentiaire à régime strict pour l'enlèvement et le meurtre d'Elza et pour l'abus de pouvoir à l'encontre d'un de ses officiers. On lui retire également son grade et une médaille pour bravoure. Il purge sa peine à Dimitrovgrad, dans l'oblast d'Oulianovsk, où, à en croire certaines sources, il bénéficie d'un traitement de faveur,,.

## Assassinat
Boudanov est abattu le 10 juin 2011 dans le centre-ville de Moscou de quatre coups de feu tirés dans la tête. Le 13 juin, il est enterré à Khimki (ville de la banlieue de Moscou) avec les honneurs militaires. « Nous avons acquis en sa personne un nouveau saint », dit le prêtre sur sa tombe.
Le 7 mai 2013, la Cour municipale de Moscou reconnaît Ioussoup Temerkhanov, un Tchétchène de 43 ans, coupable de l'assassinat de l'ex-colonel Boudanov et le condamne à 15 ans de colonie pénitentiaire à régime strict. Le 3 août 2018, il est mort « des suites de maladies chroniques », selon le Service fédéral d'application des peines. Dès le lendemain, des dizaines de milliers de personnes commencent à affluer dans le village natal de Temerkhanov en Tchétchénie pour lui rendre un dernier hommage,.